# Kifaya
Kifāya (in arabo كفاية ‎? [keˈfæːjæ], che in lingua araba significa "basta!"/"è abbastanza!"), è un Movimento politico d'opposizione al governo autocratico di Hosnī Mubārak, che si autodefinisce ufficialmente «Movimento egiziano per il cambiamento» (in arabo الحركة المصرية من أجل التغيير‎?, al-Haraka al-misriyya min ajl al-taghayyīr) o «Movimento egiziano per l'aggiornamento [della costituzione]».
Tale raggruppamento è stato creato nel luglio del 2004 al Cairo, senza che gli sia stato riconosciuto a termini di legge lo statuto legale di partito (solo quattro partiti erano autorizzati dal governo di Mubarak), ma ad esso fanno riferimento militanti di diverse tendenze ideologiche improntate al laicismo, studenti o operai, talora antichi attivisti degli anni settanta del XX secolo o persino nasseriani, giudicati "di sinistra" dagli Stati Uniti, ma «transpolitici» dagli Arabi e «trasversali» secondo il gergo politico europeo. Essi sono, in ogni caso, totalmente ostili al regime di Mubārak e al suo filo-americanismo, supposto o reale.
Kifāya s'è fatto conoscere dal grande pubblico in occasione d'una manifestazione nelle vie della capitale il 12 dicembre 2004, che chiedeva un'ampia riforma democratica del sistema politico egiziano. Altri cortei seguirono. Il 27 aprile del  2005, quindici centri urbani hanno visto marce di protesta (presto disperse dalla forze di sicurezza interna) mettersi in strada sulla falsariga di Kifāya. L'ultimo in ordine di tempo è avvenuto il 12 dicembre 2006, e fu considerato dai suoi organizzatori come un segnale del secondo anniversario di Kifāya. I circa 250 firmatari di una petizione che vi avevano partecipato hanno tentato inutilmente di accedere all'interno di un edificio governativo.

## Organizzazione non-religiosa
Malgrado alcune accuse elevate dai circoli più vicini al governo, per natura, Kifāya si distingue dai movimenti del cosiddetto "Islām politico", che dal canto loro prendono le distanze da Kifāya. Anche se i Fratelli Musulmani (in arabo جمعية الأخوان المسلمون‎?, Jamīʿat al-Ikhwān al-muslimūn) hanno condiviso i suoi appelli a una democratizzazione delle istituzioni. Questa loro presa di posizione era formale e ufficiale, ma non si sa quanto sincera, giudicata dai suoi avversari come mirante ad ingraziarsi Hosnī Mubārak al fine di aumentare il proprio peso nella vita politica nazionale senza correre eccessivi rischi, minacciati come erano permanentemente dal regime. I Fratelli Musulmani hanno 88 deputati (ossia il 19,4% del totale del parlamento)… «non-affiliati», visto che il partito non gode di esistenza legale, in conformità con la Costituzione che vieta l'accesso dei movimenti non laici alla vita politica.
Kifāya preconizza una mobilitazione popolare e massiccia. Ma, se da un lato, gli egiziani rifuggono per la massima parte l'estremismo, essi sono però abbastanza sfiduciati nei confronti dei partiti tradizionali (considerati il rifugio di affaristi più o meno corrotti) e forse più pronti, secondo alcuni osservatori, a prestare ascolto ai movimenti che ormai la stampa chiama da qualche tempo islamici o, peggio, islamisti, ovvero sembrano del tutto apoliticizzati. D'altro lato, gli egiziani sembrano più di ogni altra considerazione, indifferenti nei confronti del movimento a causa della provenienza sociale dei suoi membri più in vista, generalmente (ma non sempre) appartenenti alla classe media o a quella degli intellettuali e degli artisti. Al contrario, la molteplicità delle correnti che compongono Kifāya è vista da questa organizzazione non come un elemento di fragilità, bensì come un elemento di arricchimento e di rappresentatività.

Come sempre, il numero di simpatizzanti sembra essere un argomento quanto mai discutibile. Al quale occorrerebbe contrapporre l'eco che l'organizzazione suscita nella popolazione da un lato, nelle istituzioni governative dall'altro, così come nei media nazionali ed esteri. La misura del numero dei componenti non sembra essergli particolarmente favorevole, ma per il resto, la bilancia sembra pendere in suo favore. Secondo Samīra Mahfudī, del Centre d'études et de documentation économiques, juridiques et sociales (CEDEJ) del Cairo: 
 Ella prosegue: 
Uno degli slogan attuali di Kifāya, « كفايه عسكر كفايه استبداد كفايه استغلال كفايه خمسين سنة » («Basta con le forze armate! Basta con l'autoritarismo! Basta con lo sfruttamento! Basta coi cinque mandati [presidenziali]!») non riassume del tutto la posizione del movimento: Kifāya intende opporsi a un governo accusato di nepotismo, di corruzione passiva, di abbandonare il settore pubblico, di non contrastare l'inflazione mentre organizza lo sperpero, ma anche di ricorrere allegramente alla censura dei media, di ricorrere facilmente alla tortura, d'utilizzare truppe di poliziotti e di militari a fini estranei a quelli della sicurezza della popolazione colpita dalle violenze dei movimenti estremistici che si richiamano al cosiddetto Islam politico.
De più: attualmente Kifāya sospettava Hosnī Mubārak di non accontentarsi dei cinque mandati presidenziali già lucrati (è succeduto ad Anwar al-Sadāt il 14 ottobre 1981), di cui solo l'ultimo è stato da lui vinto in modo «moderatamente» democratico e multipartitico - secondo almeno gli standard dell'Europa occidentale - e di volere organizzare un referendum che gli concederebbe ogni libertà di emendare la Costituzione egiziana a suo tornaconto: cosa che gli avrebbe permesso di fatto di facilitare l'ascesa alla presidenza del suo secondo figlio, Gamal (allora segretario del Partito Nazionale Democratico, paventando così l'avvio di una sorta di «democrazia dinastica» (come in Siria).
In occasione dell'elezione presidenziale del settembre 2005, Kifāya aveva lanciato un appello alla popolazione di boicottare del tutto lo scrutinio previsto, accusando il governo di mettere in piedi un sistema di frode elettorale massiccia e di gestire un'elezione grazie allo stato di emergenza ancora in vigore.

## Politica estera
Kifāya non limita il suo programma alla politica interna. Così Israele si vede imputata di razzismo sionista, senza alcuna sfumatura, in un testo disponibile su Kefaya.org (in inglese e arabo) a proposito del conflitto israelo-libanese del 2006, di cui il seguente costituisce il primo paragrafo: 
Mentre Hosnī Mubārak aveva adottato un atteggiamento di neutralità nei confronti degli Stati Uniti per quanto riguarda la seconda invasione dell'Iraq del 2003, Kifāya s'è mostrata nettamente meno riservata, condividendo il sentimento largamente diffuso in Egitto che il presidente egiziano dava prova di debolezza, sia nei confronti della politica americana sia di quella del governo israeliano.
La proposta di ridisegno del Grande Medio Oriente presentata dall'Amministrazione Bush in occasione col vertice del G8, nel giugno 2004, è stata vista da Kifāya come una variante, ancor più pericolosa, d'un «Nuovo ordine mondiale», reso di nuovo attuale e nutrito della teoria del "Clash of Civilizations", un sentimento condiviso dalla quasi-totalità dei paesi coinvolti, eccezion fatta dalle autorità egiziane.